# Gino
Gino ist ein männlicher Vorname, die italienische Verkleinerungsform des Vornamens Luigi, dessen deutsche Form Ludwig ist. Die weibliche Form des Namens ist Gina. Als Familienname ist Gino untypisch.

## Namensträger

### Vorname
- Gino Bartali (1914–2000), italienischer Radrennfahrer
- Gino Bechi (1913–1993), italienischer Opernsänger (Bariton) und Schauspieler
- Gino Bianco (1916–1984), italienischer Autorennfahrer
- Gino Bonichi (1904–1933), italienischer Maler und Schriftsteller
- Gino Cappello (1920–1990), italienischer Fußballspieler
- Gino Capponi (1792–1876), italienischer Politiker, Historiker und Dichter
- Gino Cassinis (1885–1964), italienischer Mathematiker und Politiker
- Gino Caviezel (* 1992), Schweizer Skirennfahrer
- Gino Cervi (1901–1974), italienischer Filmschauspieler
- Gino Chiellino (* 1946), italienischer Dichter, Herausgeber und Übersetzer
- Gino Colaussi (1914–1991), italienischer Fußballspieler
- Gino Corallo SDB (1911–2004), römisch-katholischer Theologe und bekannter italienischer Pädagoge
- Gino Coutinho (* 1982), niederländischer Fußballtorhüter
- Gino De Sanctis (1912–2001), italienischer Journalist, Schriftsteller und Drehbuchautor
- Gino Fano (1871–1952), italienischer Mathematiker
- Gino Fechner (* 1997), deutscher Fußballspieler
- Gino Ferrin (* 1947), deutscher Fußballspieler
- Gino Hahnemann (1946–2006), deutscher Schriftsteller, Architekt und Künstler
- Gino Iorgulescu (* 1956), rumänischer Fußballspieler
- Gino Latilla (1924–2011), italienischer Sänger
- Gino Leonhard (* 1972), deutscher Politiker (FDP) und Abgeordneter im Landtag von Mecklenburg-Vorpommern
- Gino Lettieri (* 1966), deutsch-italienischer Fußballtrainer
- Gino Loria (1862–1954), italienischer Mathematikhistoriker
- Gino Luzzatto (1878–1964), italienischer Wirtschaftshistoriker
- Gino Mäder (1997–2023), Schweizer Radsportler
- Gino Marchetti (1927–2019), ehemaliger US-amerikanischer American-Football-Spieler
- Gino Odjick (1970–2023), kanadischer Eishockeyspieler
- Gino Pancino (* 1943), ehemaliger italienischer Radrennfahrer
- Gino Paoli (* 1934), italienischer Cantautore und ehemaliger Politiker
- Gino Pivatelli (* 1933), ehemaliger italienischer Fußballspieler und -trainer
- Gino Robair (* 1963), US-amerikanischer Perkussionist, Jazz- und Improvisationsmusiker und Komponist
- Gino Rossetti (1904–1992), italienischer Fußballspieler
- Gino Sambuco (1931–2023), US-amerikanischer Geiger
- Gino Severini (1883–1966), italienischer Maler
- Gino Soccio (* 1955), kanadischer Disco-Produzent
- Gino Strada (1948–2021), italienischer Chirurg und einer der Gründer der Hilfsorganisation Emergency
- Gino Vannelli (* 1952), kanadischer Jazz-, Rock- und Pop-Sänger

### Familienname
- Alex Gino, US-amerikanischer Schriftsteller
- Federico Gino (* 1993), uruguayischer Fußballspieler
- Francesca Gino (* 1978), italienisch-amerikanische Verhaltenswissenschaftlerin